# Église Saint-Acheul (Amiens)
L'église Saint-Acheul est un édifice religieux catholique sis à Amiens (quartier Saint-Acheul), dans la Somme (France). Elle se trouve en bordure de la chaussée Jules Ferry. Église abbatiale de l'abbaye de Saint-Acheul jusqu'à la Révolution française, elle fut longtemps entre les mains des Jésuites (XIXe siècle) et est aujourd'hui église paroissiale de la communauté catholique locale.

## Historique
Selon la tradition catholique, à la fin du IIIe siècle saint Firmin d'Amiens fut décapité. Sa dépouille fut ensuite mise en terre à Abladène (aujourd'hui le quartier Saint-Acheul). Au Ve siècle, les martyrs Ache et Acheul auraient été inhumés au même endroit. 
Au XIe siècle, Roric, évêque d'Amiens y établit une communauté de chanoines réguliers suivant la règle de saint Augustin qui y construisirent une abbaye dont l'église est devenue (après reconstruction) l'église Saint-Acheul d'aujourd'hui. 
Le bâtiment est protégé en tant que monument historique (inscription par arrêté du 8 décembre 1969).

## Caractéristiques

### Extérieur
L'église abbatiale, fut reconstruite après l'effondrement des voûtes, en 1751. Elle est de style jésuite. Elle se compose d'une nef unique avec voûte surbaissée, contrebutée par des contreforts à consoles renversées. Le transept est légèrement en saillie arrondie (en 'cul de four'). La façade est composée de deux étages de pilastres sous un fronton triangulaire surmonté d'une haute fenêtre encadrée par les statues de Saint Pierre et de la Vierge à l'Enfant. Ces statues ont perdu leur tête à cause de l'érosion. Au-dessus du portail, les armoiries de l'ancienne abbaye augustinienne (de tradition génovéfaine) évoquent le miracle de saint Honoré.

### Intérieur

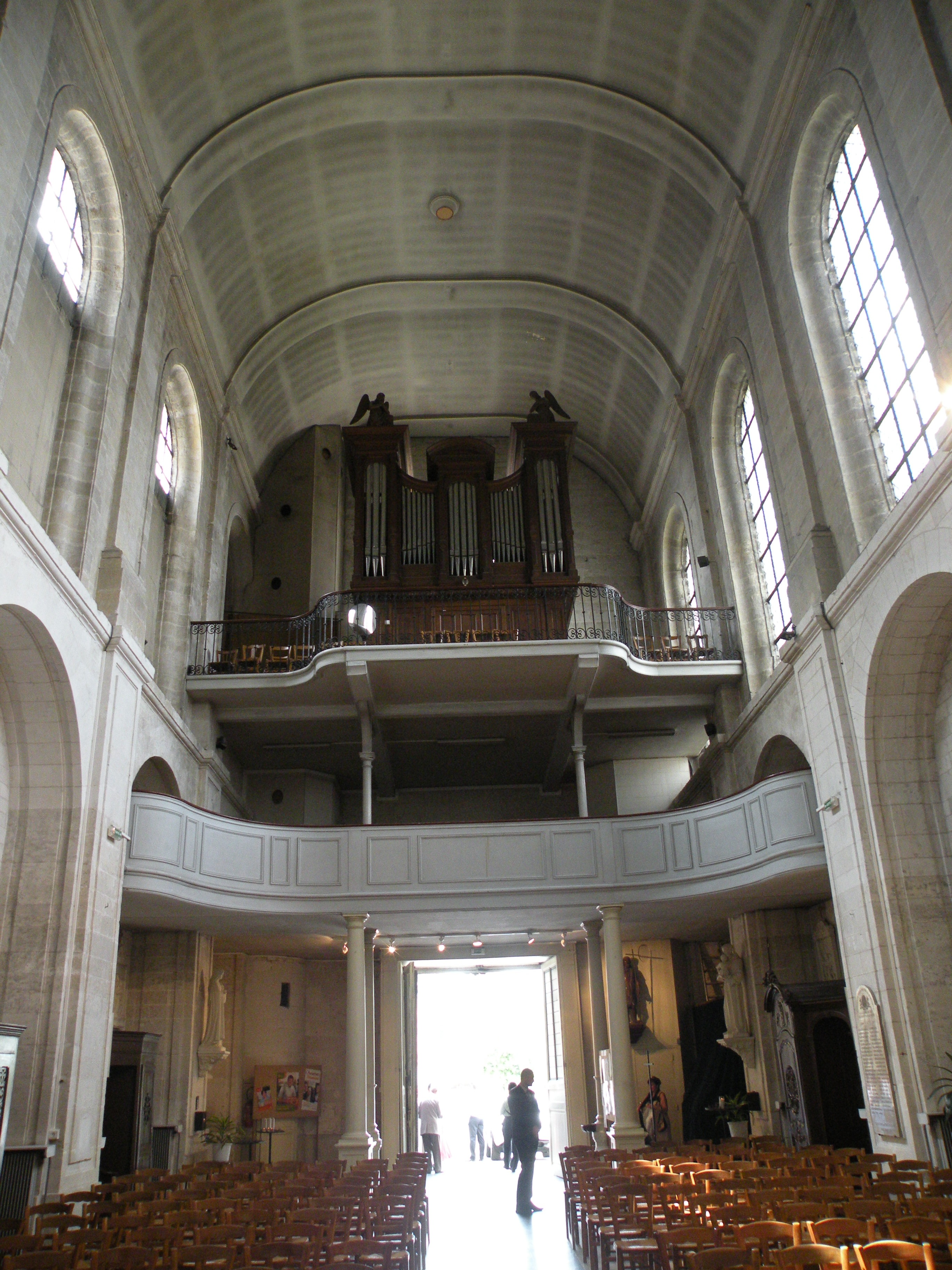
Double tribune de l'église avec l'orgue de Salomon Van Bever

L'intérieur a conservé son décor de style jésuite :
- Maître-autel de style Restauration avec gloire du XVIIIe siècle dont le groupe sculpté au centre, l'Assomption et les lambris sculptés de motifs liturgiques sont attribués à Charles Cressent[2].
- Les orgues furent construits en 1901 par Salomon Van Bever et restaurés par Roethinger en 1965[3].
- Par une dalle gravée, on pénètre en sous-sol, dans le caveau renfermant la tombe supposée de Firmin d'Amiens.
- Statue de Notre-Dame des Sept Douleurs.